# Monumente istorice ale Narei antice
„Monumente istorice ale Narei antice” este denumirea comună a 8 locuri în orașul Nara (vechea capitală a Japoniei) incluse în Patrimoniul Mondial UNESCO. Dintre cele 8 monumente, 5 sunt temple budiste, unul este sanctuar (altar) șintoist, unul este palat imperial și unul este pădure ancestrală. Acest loc este înregistrat în lista Patrimoniului Mondial UNESCO din anul 1998.

## Lista de monumente
| Denumire                                                                    | Categorie                            | Imagine |
| --------------------------------------------------------------------------- | ------------------------------------ | ------- |
| Tōdai-ji (東大寺 Tōdai-ji?)                                                 | Templu budist (școala Kegon)         |         |
| Kōfuku-ji (興福寺 Kōfuku-ji?)                                               | Templu budist (școala Hossō)         |         |
| Sanctuarul Kasuga (春日大社 Kasuga-taisha?)                                 | Sanctuar (altar) șintoist            |         |
| Gangō-ji (元興寺 Gangō-ji?)                                                 | Templu budist (școala Shingon-Ritsu) |         |
| Yakushi-ji (薬師寺 Yakushi-ji?)                                             | Templu budist (școala Hossō)         |         |
| Tōshōdai-ji (唐招提寺 Tōshōdai-ji?)                                         | Templu budist (școala Ritsu)         |         |
| Locul fostului Palat Imperial de la Nara, Palatul Heijō (平城宮 Heijō-kyū?) | Palat imperial                       |         |
| Pădurea ancestrală Kasugayama (ja) (春日山原始林 Kasugayama-genshirin?)     | Pădure ancestrală                    |         |